# Karl Gustav Amelung
Karl Gustav Amelung (* 10. November 1818 in Arnsberg; † 15. August 1866 in Breslau) war ein deutscher Bergbeamter und zuletzt  Direktor des Oberbergamtes Breslau.

## Leben und Wirken
Karl Gustav Amelung wurde in Arnsberg als Sohn des Regierungssekretärs (Hofrat) Wilhelm Amelung (* 1785; † 18. Januar 1850) und seiner Ehefrau Amalie Christine, geb. Bredt geboren.
Nach dem Besuch des Gymnasiums sammelte Amelung 2 Jahre praktische Erfahrungen in den  Bergwerken Saarbrückens und Siegens. 1839 wurde er als Bergexpektant (Anwärter) angenommen. Anschließend studierte Amelung an der Bergakademie Berlin. Am 18. Mai 1847 wurde er zum Oberbergamts-Referendarius ernannt. 1848 ist er Berggeschworener zu Stadtberge. Am 27. Dezember 1855 erfolgte die Ernennung zum Bergassessor. 1856 war er für kurze Zeit Mitglied des Bergamts Bochum und Bergmeister im Bergamt Essen. Anschließend erfolgte seine Verwendung als „Hülfsarbeiter“ in der Ministerialabteilung des Ministeriums. Am 1857 wurde er Direktor des Bergamts Halberstadt. 1860 gehört der Geheime Bergrat Amelung  zu den vortragenden Räten in der Ministerial-Abteilung. Mit Beförderung zum Berghauptmann am 11. Mai 1864 wird Gustav Amelung Direktor des Oberbergamtes Breslau. Er verstarb am 15. August 1866 an der Cholera.
2 Schächte der Grube Von der Heydt sind nach ihm benannt: Amelung I und Amelung II. Amelung wurde der Rote Adlerorden 4. Klasse verliehen.

## Familie
Er heiratete im Mai 1849 in Arnsberg Ida Florentine Pescatore (* 28. Januar 1823). 

## Werke (unvollständig)
- Zerlegung des derben Fahlerzes von Kamsdorf in: Neues Jahrbuch für Mineralogie, Geognosie, Geologie und Petrekakten-Kunde, 1846, Seite 725
- Analyse des Prehnits vom Harze in Neues Jahrbuch für Mineralogie, Geognosie, Geologie und Petrekakten-Kunde, 1847, Seite 343
- Die Erzgänge im Kreidemergel bei Blankenrode unweit Stadtberge in: Decheniana, Band 10, Verhandlungen des naturhistorischen Vereins der preussischen Rheinlande und Westphalens, 1853, Seite 217
- Chemische Untersuchung des Thonschiefers in der Nähe der Erzlagerstätte Ramsbeck in: Decheniana, Band 10, Verhandlungen des naturhistorischen Vereins der preussischen Rheinlande und Westphalens, 1853, Seite 228
- Chemische Untersuchung des zwischen Borlinghausen und Willebadessen aufgefundenen Sphärosiderits in: Decheniana, Band 10, Verhandlungen des naturhistorischen Vereins der preussischen Rheinlande und Westphalens, 1853, Seite 230